# Dschuna

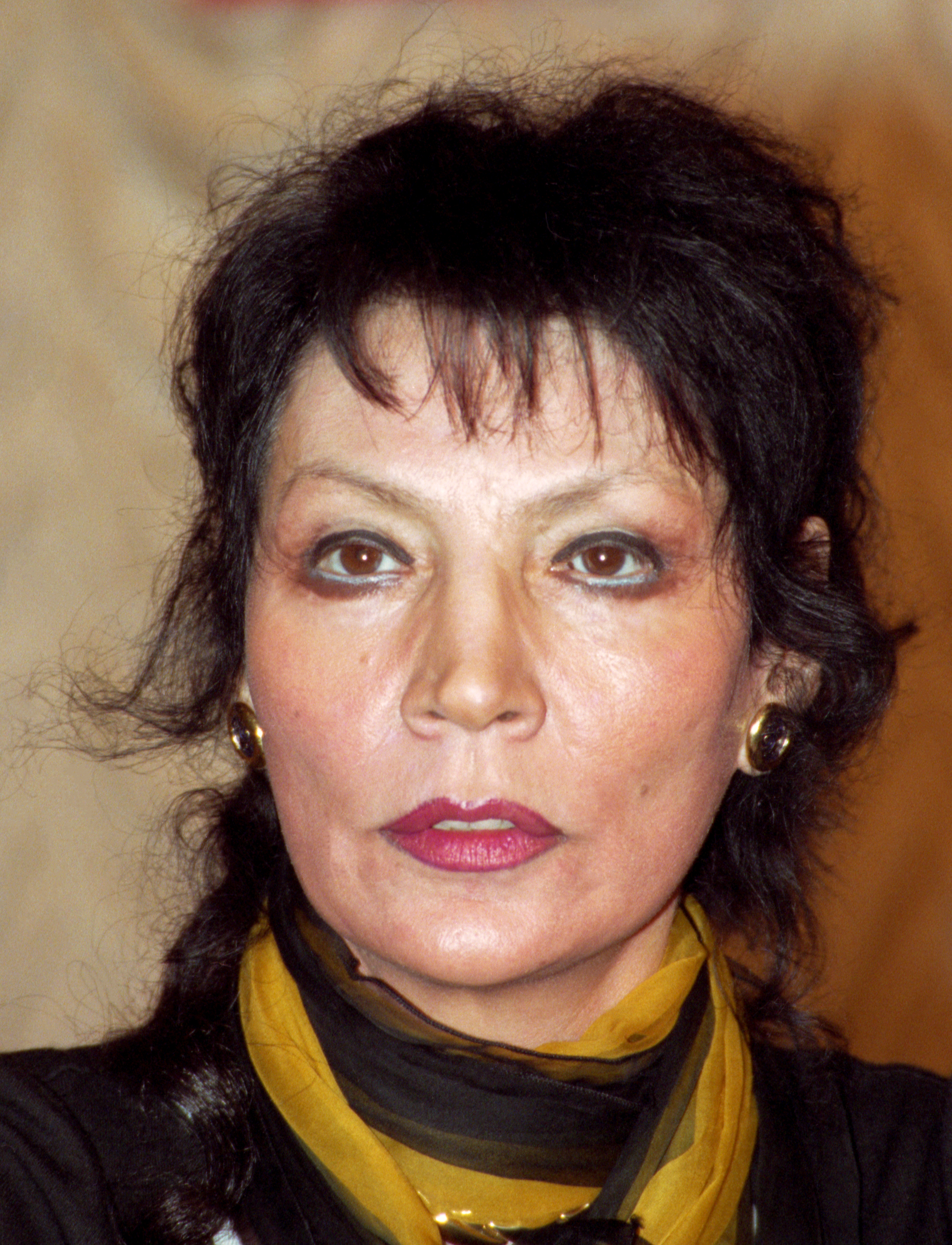
Dschuna

Dschuna, bürgerlich Jewgenija Juwaschewna Dawitaschwili (geborene Sardis), (russisch Джуна (Евгения Ювашевна Давиташвили); * 22. Juli 1949 in Urmija, Region Krasnodar; † 8. Juni 2015 in Moskau) war eine russische Astrologin und Geistheilerin.

## Leben
Dschuna, 1949 als Tochter eines aus dem Iran stammenden Assyrers (das Pseudonym Dschuna ist assyrischer Herkunft) und einer Kosakin aus der südrussischen Region Krasnodar geboren, absolvierte eine Ausbildung zur Krankenschwester. Anschließend kam sie nach Moskau, wo sie zunächst bei einer Planungsbehörde arbeitete.
Bald erlangte sie unter Politikern und Prominenten einen Ruf als „Wunderheilerin“. Zu dem Personenkreis, der ihre Dienste in den 1980er Jahren in Anspruch nahm, zählten unter anderem Leonid Breschnew und Eduard Schewardnadse, aber auch Künstler wie der Musiker Wladimir Wyssozki.
Ende der 1980er Jahre war sie kurzzeitig mit dem Komponisten Igor Matwijenko verheiratet.
Nach dem Ende der Sowjetunion begann Dschuna öffentlich aufzutreten. Sie gründete 1990 eine „Akademie für Alternative Wissenschaften“ und trat im Fernsehen auf. Im Februar 1994 wurde ihr der Orden der Völkerfreundschaft verliehen. Nach dem Unfalltod ihres Sohnes 2001 zog sie sich weitgehend aus der Öffentlichkeit zurück.